# Oswald Krüger
Oswald Krüger (ur. ok. 1589 w Prusach, zm. 6 kwietnia 1655 w Grodnie, znany także jako Oswald Krygier) – polski matematyk, fizyk, teolog, specjalista od techniki wojskowej i jezuita. Jest znany z prac dotyczących zagadnień związanych z artylerią i fortyfikacjami.

## Życiorys
Niewiele wiadomo o jego wczesnym życiu i rodzinie. Do zakonu jezuitów wstąpił 18 lipca 1618 roku w Wilnie. Po trwającym dwa lata nowicjacie, wyjechał w 1622 roku do Rzymu. We Włoszech rozpoczął studia filozoficzne, ale już w 1623 roku wrócił do Wilna, gdzie oprócz filozofii studiował także fizykę. Po ukończeniu studiów w 1625 roku, przeniósł się do Połocka, gdzie rozpoczął pracę jako nauczyciel. W tym samym charakterze pracował później w Pułtusku i Nieświeżu. Jego praca została doceniona i w 1632 roku, został wykładowcą matematyki w Akademii Wileńskiej. W latach 1632,1636,1641 i 1642 nauczał także hebrajskiego, a w 1647 roku również teologii moralnej. Oprócz nauczania zajmował się także pisaniem prac z zakresu matematyki, fizyki i astronomii. Jednym z jego najbardziej znanych dzieł matematycznych jest, wydany w 1635 roku, podręcznik Arithmetica practica in usum studiosae juventutis Academiae et Universitatis Vilnensis Societatis Jesu. Zajmował się również konstruowaniem przyrządów astronomicznych. Dzięki jego staraniom Akademia Wileńska zakupiła pierwszy w Wilnie teleskop, wykorzystywany później między innymi do obserwowania księżyców Jowisza. Krüger miał kilku zdolnych uczniów, do najbardziej znanych należą Jan Rudomina Dusiatski i Albert Dybliński. Dusiatski spisał wykłady Oswalda dotyczące nauk ścisłych a Dybliński napisał pracę pod tytułem Centuria Astronomica, będącą przeglądem dotychczasowych osiągnięć astronomii.
Oswald Krüger interesował się także zagadnieniami związanymi z techniką wojskową, zwłaszcza artylerią. Swoje spostrzeżenia na ten temat zawarł w opublikowanej w Wilnie, w 1636 roku, pracy pod tytułem Parallela horoscopa ad bellicorum tormentorum militarium directionem recens inventa et practica probata. Zawiera ona, między innymi, opis przyrządu celowniczego z matematycznym uzasadnieniem jego działania. Krügerowi przypisuje się również opracowanie dział lżejszych od dotychczas używanych i przez to łatwiejszych do przetransportowania, ale kwestia ta jest dopiero badana. To samo tyczy się zatrudnienia Krügera przez Jana Kazimierza, do nadzoru nad budową różnego rodzaju dział w Grodnie oraz rękopisów Compendium mathematicarum disciplinarum i Horolographia practica, mających zawierać wiele informacji na temat inżynierii wojskowej. Wykłady i prace Oswalda dotyczące nauk ścisłych zostały spisane przez Jana Rudominę Dusiatskiego i wydane jako Illustriora theoremata et problemata mathematica ex opticis, geometria, astronomia, sphaera elementari, computo ecclesiastico, in alma Academia Vilnensi Societatis Jesu publice praelecta, Ioannes Rudomina Dusiatski, eques Lithuanus, physicae et matheseos auditor in eadem Academia publice tuebitur. Praca dzieli się na pięć działów, dotyczących między innymi optyki, geometrii, astronomii i sfer. Sprawy związane z wojskowością są omawiane w części Geometria practica. Autor poświęcił artylerii osiem stron a fortyfikacjom pięć.
Część dotycząca fortyfikacji zatytułowana jest De munitionibus. Zawiera tekst omawiający podstawowe pojęcia, elementarne części fortyfikacji, rodzaje umocnień oraz wymiary poszczególnych elementów fortyfikacji bastionowej typu staroholenderskiego. Do tego dochodzą ilustracje i tabela zawierająca dane liczbowe dla twierdz od czworo- aż do dwunastobocznych. Krüger inspirował się pracami holenderskiego matematyka, Metiusa. W dalszej części pracy Oswald omawia sześć problemów związanych z planowaniem i budowanie fortyfikacji. Część poświęcona zagadnieniom artyleryjskim nosi tytuł De tormentorum directione i poświęcona jest nadaniu lufie odpowiedniego kąta podniesienia, tak aby uzyskać pożądaną donośność. Krüger podszedł do problemu matematycznie, wykorzystując zasady geometryczne. Zagadnienie to również opisał w formie rozwiązywania siedmiu problemów. Praca ta była pierwszą książką dotyczącą artylerii i fortyfikacji wydrukowaną na terenie Rzeczypospolitej Obojga Narodów.

## Ważniejsze prace
- Illustriora theoremata et problemata mathematica ex opticis, geometria, astronomia, sphaera elementari, computo ecclesiastico, in alma Academia Vilnensi Societatis Jesu publice praelecta, Ioannes Rudomina Dusiatski, eques Lithuanus, physicae et matheseos auditor in eadem Academia publice tuebitur, 1633
- Arithmetica practica in usum studiosae juventutis Academiae et Universitatis Vilnensis Societatis Jesu, 1635
- Catoptrocaustica sive specula ustoria, 1636
- Parallela horoscopa ad bellicorum tormentorum militarium directionem recens inventa et practica probata, 1636
- Calendarium Romanum, 1637
- Theoremata de oculo, optica, catoptrica, 1641
- Theorocentrica, sive mathematicae de centro et punctis considerationes, 1644
- Iris, sive de coloribus apperantibus, 1647
- Dissertatio de Vacuo, 1648
- Horolographia practica, niedokończone i nie wydane
- Compendium mathematicarum disciplinarum, niedokończone i nie wydane